# Александър Дювернуа
Александър Лвович Дювернуа̀ (на руски: Александр Львович Дювернуа) е руски филолог славист, езиковед и етнограф, професор в Пражкия и в Московския университет.

## Биография
Роден е през 1840 г. Интересува се от славянска граматика и лексикография. От 1872 г. е професор в Пражкия и в Московския университет. Събира материал за староруски речник. Някои от публикациите му се отнасят към кирило-методиевистката проблематика. Съставя първия завършен речник на български език „Речник на българския език по паметници на народното творчество и произведения на най-новия печат“, съдържащ около 20 000 думи и издаден в 9 тома през 1886 – 1889 г. посмъртно.
Умира през 1886 г.